# Viscachas
Juego de cartas creado a partir del tenis. Se juega de 2 o 3 personas con 1 mazo de cartas donde el objetivo es conseguir la mayor puntuación a través de una gran variedad de jugadas. Se reparten 3 cartas para cada uno y 1 de las 3 boca arriba. Luego uno "pide" al repartidor ciertas jugadas como póquer, viscacha real, etc. donde uno tiene que ir juntando las cartas que uno considere apropiadas y adquiriéndolas rápidamente antes que el contrincante y así consiguiendo una mayor puntuación. Una vez que se acaben las cartas repartidas se vuelven a repartir hasta acabar el mazo. Uno puede inventar jugadas al gusto del jugador.
- Datos: Q6163865